# آندوهاریانا
آندوهاریانا (به لاتین: Andohariana) یک منطقهٔ مسکونی در ماداگاسکار است که در آندراماسینا واقع شده‌است. آندوهاریانا ۵٬۱۰۴ نفر جمعیت دارد و ۱٬۵۱۳ متر بالاتر از سطح دریا واقع شده‌است.